# Academia Literaria de Tegucigalpa
La Academia Literaria de Tegucigalpa fue la prueba de un centro de estudios superiores universitarios en Honduras, de ésta se desprende la fundación de la que es la actual Universidad Nacional Autónoma de Honduras. 

## Historia
El maestro Justo Rubí expresaba de esta manera una necesidad: "…se debe sanear la hacienda pública y formar una Academia de Ciencias de la cual saldrían hombres que nos gobiernen…" mediante nota en fecha 25 de septiembre de 1841, a los señores J. Manuel y J. Antonio Morejóne.
Los Bachilleres Alejandro Flores, Yanuario Girón, Pedro Chirinos, Máximo Soto y Miguel Antonio Robelo, egresados de la Universidad de León, Nicaragua, tuvieron que regresar a Honduras debido a la guerra civil que estalló en aquel país y dispusieron crear la Academia de estudios en Tegucigalpa, debido a la necesidad imperante de un centro de estudios superiores y la que fue abierta con el nombre de “Sociedad del Genio Emprendedor y del Buen Gusto”, el 14 de diciembre de 1845. Recayendo la rectoría en el presbítero José Trinidad Reyes quien en 1841 ya había rectorado un centro de estudios en el Convento de San Francisco y bajo los auspicios del Jefe político Liberato Moncada. Los otros directores fueron: Licenciado Pio Ariza, licenciado Hipólito Matute, licenciado Cornelio Lazo y Bahiller Alejandro Flores, quienes rindieron su promesa de ley ante el Alcalde Tomás Tablas.
Una observación muy peculiar en la Academia era que sus habitantes estaban distinguidos de la siguiente forma, los bachilleres con una medalla de plata y los licenciados con una medalla de oro al lado izquierdo y que en el reverso llevaba escrito Academia Literaria de Honduras.
El 10 de marzo de 1846, el presidente General Coronado Chávez, mediante decreto gubernamental otorgó el apoyo necesario y económico a la Sociedad del Genio Emprendedor y del Buen Gusto, elevándola así con el título de “Academia Literaria de Tegucigalpa”.
La academia, en fecha 19 de septiembre de 1847, en la presidencia del Licenciado don Juan Lindo, se transforma en la Universidad Central de Tegucigalpa, reorganizada y siempre con la misma rectoría del Presbítero Trinidad Reyes. En los actos de inauguración de la universidad estaban el Obispo de Honduras Monseñor Francisco de Paula Campoy y Pérez y el presbítero Miguel Ángel Bustillo en representación de la iglesia católica. Se escogió el local del Convento de San Francisco (Cuartel San Francisco) para sede del centro educativo y abriría con cátedras de derecho civil, filosofía, letras y teología. Seguidamente la sede fue trasladada al local de la iglesia de La Merced. De esta forma, el Colegio Tridentino de Comayagua quedaba relegado en un segundo plano, como institución de educación superior en Honduras, otorgando únicamente títulos de bachiller a sus alumnos.
La Constitución de Honduras de 1880 fue emitida durante la presidencia del Doctor Marco Aurelio Soto y siendo ministro de Educación Pública el periodista Ramón Rosa. En ésta carta magna, la educación primaria se torna obligatoria para todo hondureño, la Universidad Central de Tegucigalpa es reorganizada como Universidad Nacional de Honduras, se crean las facultades de las carreras de Medicina, Farmacia y Derecho, para ello trasladándose a un nuevo local frente a la Plaza La Libertad. Y debido al auge de estudiantes, Soto crea la Universidad Nacional de Occidente en la ciudad de Santa Rosa de Copán.

### Alumnado
- Licenciado Crescencio Gómez Valladares, Presidente de la nación.
- Licenciado y General Francisco Ferrera, Presidente de la nación.
- Licenciado Carlos Céleo Arias Lópe, Presidente de la nación.
- Ingeniero Terencio Sierra, Presidente de la nación.